# Cosme de Montserrat
Cosme de Montserrat (la Selva del Camp, primer terç del segle xv - 1473) fou un religiós i polític català del segle xv, bisbe de Vic (1459-1473), entre altres càrrecs eclesiàstics.

## Biografia
Seguí la carrera eclesiàstica, essent mestre en teologia, medicina i arts, va arribar al Vaticà el 4 d'abril de 1455 amb el seguici del cardenal Alfons de Borja i va arribar a datari i confessor del Papa Calixt III. Va fer l'inventari de la Biblioteca d'aquest Papa i la va engrandir i millorar. Va restar al Vaticà fins a la mort del Papa.
Fou prior de la seu de Saragossa (1453-1454), ardiaca de St. Llorenç de Tarragona (1454-1455) i bisbe de Girona (1459) i després de Vic (1459-1464).
Fou partidari del príncep de Viana al que va defensar mentre va durar el seu empresonament, i el va acompanyar en ser alliberat i, a la seva mort (1461), en va propagar una suposada santedat. Fou contrari al rei Joan II. Fou membre del Consell del Principat i del Consell de Defensa creat el 1462 a l'inici de la guerra. Per tant, la seva posició era clarament oposada a la del cardenal Margarit, gran humanista català i una altra peça clau en la Guerra civil catalana del segle xv.
El juny de 1462, la Comuna del Camp es va declarar contrària al rei, sota la direcció de Cosme de Montserrat, deslliurant-se així de la jurisdicció real i de l'arquebisbe; el setembre d'aquell mateix any, les forces reals van desfer la comuna que va quedar ocupada i sotmesa a l'arquebisbe.
Va participar en la política de la Generalitat per resoldre el problema de la remença. El 1463 el bisbat de Barcelona el va proposar com a bisbe a la mort del que n'era el titular, però no fou confirmat pel Papa per ser contrari al rei Joan II; el 1464 fou deposat com a bisbe de Vic. Fou conseller de Pere de Portugal, del que fou després el marmessor (1467). Acabada la guerra (1472) va tornar a ser bisbe de Vic fins després del 1473 en què va morir.

## Obres
Va escriure:
- Defensorium ecclesiae potestatis
- Miraculum grande de Nostra Dona del Portal
- Inuentarium librorum grecorum et latinorum pape Callisti datum per me Cosmam pape pro camere apostolice